# Güzelyurt, Palandöken
Güzelyurt là một xã thuộc huyện Palandöken, tỉnh Erzurum, Thổ Nhĩ Kỳ. Dân số thời điểm năm 2011 là 367 người.